# Август фон Байхлинген
Август Готфрид Дитрих фон Байхлинген (на немски: August Gottfried Dietrich Graf von Beichlingen; * 23 март 1703, Дрезден; † 15 септември 1769, Дрезден) е граф на Байхлинген и от 1733 г. камерхер.

## Произход
Той е син на граф Готлиб Адолф фон Байхлинген (* 5 юли 1666; † 1713), оберфалкенмайстер, и съпругата му Елизабет Филипина фон Хакстхаузен. Брат е на граф Адолф Зигфрид фон Байхлинген (капитан-лейтнант). Внук е на граф Готфрид Херман фон Байхлинген (* 1638; † 1703), таен съветник на Курфюрство Саксония и президент и главен дворцов съдия в Лайпциг, и съпругата му Перпетуа Маргарета фон Лютихау (1636 – 1680).
Племенник е на граф Волф Дитрих фон Байхлинген (1665 – 1725), велик канцлер и главен дворцов маршал на курфюрст Фридрих Август I от Саксония, но 1703 – 1709 г. е затворен в крепостта Кьонигщайн. Курфюрстът нарежда на 13 май 1709 г. освобождаването на рода на графовете и подновява отново собствеността на синовете. Дядо му купува в Саксония дворците Зшорна (Тиндорф), Далвиц (Пристевиц) и Базелиц (Пристевиц).

## Фамилия
Август Готфрид Дитрих фон Байхлинген се жени на 6 януари 1728 г. в „Св. Стефан“ във Виена за фрайин София Хелена фон Щьокен (* 26 март 1710, Регенсбург; † 7 март 1738, Дрезден), дъщеря на фрайхер Кайус Бургхард фон Щьокен (1661 – 1710) и фрайин Мария Албертина фон Белин. Те имат една дъщеря:
- София Албертина фон Байхлинген (* 15 декември 1728, Дрезден; † 10 май 1807, дворец Винентал до Щутгарт), омъжена морганатически на 10 август 1762 г. в Дрезден за херцог Лудвиг Евгений фон Вюртемберг (* 6 януари 1731, Франкфурт на Майн; † 20 май 1795, Лудвигсбург)

## Галерия
- Дворец Зшорна (Тиндорф)
- Дворец Далвиц (Пристевиц)
- Дворец Базелиц (Пристевиц)